# Hidarn Mlađi
Za ostale povijesne ličnosti pod imenom „Hidarn“ vidi: Hidarn (razdvojba)
Hidarn Mlađi (perz. Vidarna; „Rezač“, elam. Mitarna, akad. Umidarna, lic. Widrñna, aram. Wdrn, grč. Ὑδάρνης; Hydarnes, lat. Idarnes) je bio perzijski plemić i jedan od Kserksovih generala prilikom ekspedicije protiv Grčke (480. pr. Kr.).

## Pozadina
Hidarn Mlađi je bio unuk Bagabigne odnosno sin Hidarana Starijeg, jednog od sedmorice urotnika koji su 522. pr. Kr. svrgnuli magijskog uzurpatora Gaumatu, odnosno pomogli Dariju Velikom da dođe na prijestolje Perzijskog Carstva. Hidarn Stariji bio je vrlo utjecajan čovjek svog vremena; glineni zapisi na klinastom pismu pronađeni u Perzepolisu navode kako je 499. pr. Kr. služio kao satrap Medije, koja je bila jedna od najvažnijih perzijskih satrapija (pokrajina). Zahvaljujući utjecaju svog oca, Hidarn Mlađi naslijedio je oca na mjestu medijskog satrapa, dok je njegov brat Sisamno imenovan satrapom Arije.

## Politički život
Grčki povjesničar Herodot u svojim djelima navodi kako je Hidarn Mlađi zapovijedao „cijelim azijskim primorjem“, dok se Hidarnovo ime spominje i u kontekstu perzijskih operacija u Trakiji (499. pr. Kr.), no ne može se sa sigurnošću utvrditi radi li se o Hidarnu Mlađem ili pak njegovom ocu Hidarnu Starijem.
Tijekom grčko-perzijskih ratova u doba Kserksa (sin Darija Velikog), Hidarn Mlađi zapovijedao je elitnom jedinicom Perzijskih besmrtnika. U povijesti je najviše ostao zapamćen po sudjelovanju u bitci kod Termopila (rujan 480. pr. Kr.), u kojoj se uspio probiti preko planine i napasti Grke s leđa. Nakon što su Perzijanci uništili Atenu zbog njene potpore Jonskom ustanku, Kserkso i Hidarn Mlađi vratili su se u Aziju, a besmrtnici su prema Herodotu ostali u Grčkoj pod zapovjedništvom Mardonija koji je poražen u bitci kod Plateje. Ovaj Herodotov navod smatra se sumnjivim budući kako su Perzijski besmrtnici služili kao osobna kraljevska straža, što podrazumijeva kako je vjerojatnije da su otputovali zajedno s velikim kraljem i njihovim zapovjednikom.

## Ostavština
Obitelj Hidarna Starijeg ostala je vrlo utjecajna u Perzijskom Carstvu tijekom idućih stotinu godina, sve dok 395. pr. Kr. njegov praunuk Tisafern nije pao u nemilost Artakserksa II. Povjesničari Ktezije i Ksenofont spominju Hidarne koji su vladali kao satrapi Armenije odnosno Fenicije, dok se i posljednji armenski satrap Oront II. u Strabonovim djelima spominje kao potomak Hidarna Starijeg.

## Popularna kultura
- U filmu 300 Spartanaca iz 1962. Hidarna je tumačio glumac Donald Houston.
- U noveli Stevena Pressfielda Vrata vatre, jedan od likova zove se Hidarn.

## Poveznice
- Kserkso I.
- Hidarn Stariji
- Grčko-perzijski ratovi
- Bitka kod Termopila
- Leonida I.

## Vanjske poveznice
- [neaktivna poveznica]
- Hidarn (2.), Livius.org, Jona Lendering  Arhivirana inačica izvorne stranice od 27. ožujka 2010. (Wayback Machine)
- Hidarn (Hydarnes), AncientLibrary.com  Arhivirana inačica izvorne stranice od 14. svibnja 2011. (Wayback Machine)